# بريندا وايريمو
بريندا وايريمو (بالإنجليزية: Brenda Wairimu)‏ (مواليد 3 مايو 1989)، هي مُمثلة وعارضة أزياء كينية.

## أعمالها

### المسلسلات
| السنة           | عُنوان المُسلسل  | الدور          | مُلاحظات                                        |
| --------------- | -------------- | -------------- | ---------------------------------------------- |
| 2010 – 11       | Changing Times | باتريسيا شريفة | رُشحت لنيل جائزة كلاشا لأفضل مُمثلة في دور مُساعد |
| 2011 – 15       | Mali           | لولو مالي      | ظهور مُنتظم                                     |
| 2012            | Shuga          | دالا           | ظهور مُنتظم، 6 حلقات – الموسم 2                 |
| 2013 – 14       | Kona           | باميلا أويانجي | ظهور مُنتظم، 250 حلقة                           |
| 2015 – حتى الآن | Skandals kibao | كيكي           | ظهور مُنتظم                                     |
| 2018 – حتى الآن | monica series  | مونيكا         | ظهور مُنتظم، 26 حلقة                            |

### الأفلام
| السنة | عُنوان الفيلم | الدور  | مُلاحظات                             |
| ----- | ------------ | ------ | ----------------------------------- |
| 2017  | 18 ساعة      |        | شاركت أيضا في إنتاج الفيلم          |
| 2018  | Disconnect   |        |                                     |
| 2018  | سوبيرا       | سوبيرا | فازت بجائزة أفضل مُمثلة عن هذا الدور |

## روابط خارجية
بريندا وايريمو على موقع IMDb (الإنجليزية)